# Aden
Aden (arab. عدن, Adan) – miasto w południowo-zachodnim Jemenie, nad Zatoką Adeńską (Morze Arabskie), ok. 170 km na wschód od cieśniny Bab al-Mandab.
Jest głównym ośrodkiem administracyjnym muhafazy Adenu.
W 2004 miasto liczyło 588 938 mieszkańców (drugie pod względem liczby ludności miasto Jemenu, po Sanie). W przeciągu 17 lat (od 1987) w Adenie odnotowano intensywny ponad 71% wzrost liczby mieszkańców.
Główny port morski (przystanek tankowania statków) i lotniczy kraju. Jeden z największych ośrodków handlowych Jemenu. Ośrodek naukowy (Uniwersytet w Adenie) i przemysłowy: rafineria ropy naftowej, szkutnictwo, odparowywanie wody morskiej w celu pozyskania soli morskiej.

## Historia
Aden był wspominany w Księdze Ezechiela jako miejsce, które miało powiązania handlowe ze starożytnym miastem Tyr. Miasto stanowiło centrum handlowe pod kontrolą jemeńską, etiopską i arabską. W XVI wieku Turcy ustanowili się władcami Adenu.
Podbój Egiptu przez Napoleona Bonaparte sprawił, że miastem zainteresowała się Wielka Brytania jako strategiczną bazą w komunikacji z Indiami. Na początku XIX wieku Brytyjczycy założyli tu garnizon, a w 1802 podpisali traktakt z sułtanem (władcą portu). W latach 1839–1962 kolonia brytyjska. Po kilku latach walk, Aden stał się niepodległy 30 listopada 1967 jako część Ludowej Republiki Jemenu Południowego (od 1968 do 1990 stolica Jemenu Południowego).
Współczesne miasto Aden składa się z trzech części: dzielnicy handlowej, dzielnicy biznesowej (Tawahi) oraz dzielnicy portowej.

## Współpraca
- Dżibuti, Dżibuti
- Baltimore, Stany Zjednoczone